# Ochrimiwka (obwód zaporoski)
Ochrimiwka (ukr. Охрімівка) – wieś na Ukrainie, w obwodzie zaporoskim, w rejonie melitopolskim, w hromadzie Kyryliwka. W 2001 liczyła 2094 mieszkańców, spośród których 1645 wskazało jako ojczysty język ukraiński, 423 rosyjski, 1 mołdawski, 2 białoruski, 20 ormiański, 1 romski, a 2 inny.

## Urodzeni
- Wiera Bielik